# استفان زیانی
استفان زیانی (انگلیسی: Stéphane Ziani؛ زادهٔ ۹ دسامبر ۱۹۷۱) بازیکن فوتبال الجزایری الاصل اهل فرانسه است.
از باشگاه‌هایی که در آن بازی کرده‌است می‌توان به باشگاه ورزشی الفجیره امارات، باشگاه فوتبال لانس، باشگاه فوتبال رن، باشگاه فوتبال بوردو، باشگاه فوتبال آژاکسیو، باشگاه فوتبال نانت، باشگاه فوتبال باستیا، باشگاه فوتبال دپورتیوو لاکرونیا، و باشگاه فوتبال سروت ۱۸۹۰ اشاره کرد.